# سام مارسي
سام مارسي (بالإنجليزية: Sam Marcy)‏ هو محامي أمريكي، ولد في 1911 في الإمبراطورية الروسية، وتوفي في 1 فبراير 1998.